# Álvaro Preciado
Álvaro Enrique Preciado Ferrin (Lago Agrío, Provincia de Sucumbios, Ecuador: 20 de noviembre de 1997) es un futbolista ecuatoriano que juega como portero en el Barcelona Sporting Club de la Serie A de Ecuador.

## Trayectoria
Se inició jugando para las formativas de Liga de Quito, luego pasó por el Anaconda FC, Independiente del Valle, Aucas, Espoli, Chivos FC y La Paz.
En el 2019 llega a las reservas del Delfín y en ese mismo año es ascendido al plantel principal para jugar la fase final de la Copa Ecuador.
En el 2020 es fichado por el Barcelona Sporting Club.

## Selección nacional

### Categorías inferiores
Fue internacional con la Selección de fútbol de Ecuador sub-20, también fue convocado a la Selección Ecuatoriana Sub-23 para disputar el Preolímpico de Colombia 2020 con mira a los Juegos Olímpicos de Tokio 2020.

#### Participaciones en Sudamericanos
| Campeonato                              | Sede     | Resultado    | Partidos | Goles |
| --------------------------------------- | -------- | ------------ | -------- | ----- |
| Preolímpico Sudamericano Sub-23 de 2020 | Colombia | Primera fase | 0        | 0     |

## Clubes
| Club         | País    | Año             |
| ------------ | ------- | --------------- |
| Delfín SC    | Ecuador | 2019            |
| Barcelona SC | Ecuador | 2020 - presente |

## Participaciones internacionales
| Torneo                 | Club      | Resultado    |
| ---------------------- | --------- | ------------ |
| Copa Libertadores 2019 | Delfín SC | Segunda Fase |

## Palmarés

### Campeonatos nacionales
| Título             | Club         | País    | Año  |
| ------------------ | ------------ | ------- | ---- |
| Serie A de Ecuador | Delfín SC    | Ecuador | 2019 |
| Serie A de Ecuador | Barcelona SC | Ecuador | 2020 |

Otros lógros
| Título                        | Club      | País    | Año  |
| ----------------------------- | --------- | ------- | ---- |
| Subcampeón de la Copa Ecuador | Delfín SC | Ecuador | 2019 |